# Persone di nome Vincenzo/Calciatori
| Questa pagina contiene informazioni ricavate automaticamente dalle voci biografiche con l'ausilio del template Bio e di un bot. L'aggiornamento è periodico e automatico e ricostruisce completamente la pagina. Se manca una persona in questa lista, sei pregato di non aggiungerla, ma accertati piuttosto che la sua voce biografica contenga il template Bio e che i dati anagrafici siano correttamente compilati. Se il template Bio manca, inseriscilo tu stesso o, in alternativa, metti l'avviso {{tmp\|Bio}} che ne segnala la mancanza. Se i dati riportati sono sbagliati, correggi direttamente la voce biografica; le modifiche saranno visibili in questa lista entro pochi giorni. Per chiarimenti vedi il progetto antroponimi. La lista contiene solo le 64 persone che sono citate nell'enciclopedia e per le quali è stato implementato correttamente il template Bio. Pagina aggiornata al 6 ago 2025. |

Questa è una lista di persone presenti nell'enciclopedia che hanno il nome Vincenzo e sono calciatori.

## A(2)
- Vincenzo Affinito, calciatore italiano (Trieste, n. 1932 - Fano, † 2021)
- Vincenzo Attrice, ex calciatore italiano (Arzano, n. 1963)

## B(2)
- Vincenzo Biondo, ex calciatore italiano (Palermo, n. 1932)
- Vincenzo Bosia, calciatore italiano (Asti, n. 1906 - Asti, † 1978)

## C(10)
- Vincenzo Carano, calciatore italiano (Reggio Emilia, n. 1902)
- Vincenzo Castellano, calciatore italiano (Taranto, n. 1924 - Taranto, † 1999)
- Vincenzo Chiabotto, calciatore italiano (Torino, n. 1899 - Torino, † 1973)
- Vincenzo Chianese, ex calciatore italiano (Melito di Napoli, n. 1976)
- Vincenzo Chiarenza, ex calciatore e allenatore di calcio italiano (Termini Imerese, n. 1954)
- Vincenzo Chiodi, calciatore italiano (Brescia, n. 1913)
- Vincenzo Ciseri, calciatore svizzero (Ronco sopra Ascona, n. 1912 - Locarno, † 1985)
- Vincenzo Coltella, calciatore e allenatore di calcio italiano (Olcenengo, n. 1921)
- Vincenzo Coppo, calciatore italiano (Mirabello Monferrato, n. 1905 - Milano, † 1960)
- Vincenzo Costa, calciatore italiano (n. 1904)

## D(7)
- Vincenzo D'Amico, calciatore, allenatore di calcio e dirigente sportivo italiano (Latina, n. 1954 - Roma, † 2023)
- Vincenzo D'Isanto, ex calciatore italiano (Pozzuoli, n. 1981)
- Vincenzo Damiano, calciatore italiano (Casalnuovo di Napoli, n. 1943 - Acerra, † 2000)
- Vincenzo De Dura, ex calciatore italiano (Torre Annunziata, n. 1937)
- Vincenzo Del Vecchio, calciatore italiano (Napoli, n. 1966 - Cinisi, † 2006)
- Vincenzo Di Giovanni, ex calciatore italiano (Palermo, n. 1955)
- Vincenzo Di Mauro, ex calciatore italiano (Napoli, n. 1935)

## E(1)
- Vincenzo Esposito, ex calciatore italiano (Napoli, n. 1971)

## F(2)
- Vincenzo Faleo, ex calciatore italiano (Foggia, n. 1936)
- Vincenzo Fiorillo, calciatore italiano (Genova, n. 1990)

## G(3)
- Vincenzo Gasperi, calciatore italiano (Roncadelle, n. 1937 - Monte San Pietro, † 2003)
- Vincenzo Gianneo, calciatore italiano (Trieste, n. 1985)
- Vincenzo Grifo, calciatore tedesco (Pforzheim, n. 1993)

## I(1)
- Vincenzo Iaquinta, ex calciatore italiano (Crotone, n. 1979 - Siena, † 2004)

## L(3)
- Vincenzo Lamia Caputo, ex calciatore italiano (Trani, n. 1958)
- Vincenzo Laveneziana, calciatore italiano (Monopoli, n. 1958 - Ostuni, † 2018)
- Vincenzo Lumia, calciatore italiano (Tunisi, n. 1908)

## M(9)
- Vincenzo Maenza, calciatore italiano (Faenza, n. 1976)
- Vincenzo Margiotta, calciatore e allenatore di calcio italiano (Agropoli, n. 1917 - Agropoli, † 1996)
- Vincenzo Marino, ex calciatore italiano (Castelfiorentino, n. 1949)
- Vincenzo Matrone, ex calciatore italiano (Vasto, n. 1971)
- Vincenzo Migotti, calciatore italiano
- Vincenzo Milano, calciatore, ciclista su strada e rugbista a 15 italiano (Napoli, n. 1907 - Napoli, † 2000)
- Vincenzo Millico, calciatore italiano (Torino, n. 2000)
- Vincenzo Monaldi, calciatore e allenatore di calcio italiano (Porto Recanati, n. 1915 - † 2000)
- Vincenzo Moretti, ex calciatore italiano (Caserta, n. 1976)

## O(3)
- Vincenzo Occhetta, calciatore e allenatore di calcio italiano (Romentino, n. 1931 - Genova, † 2019)
- Vincenzo Onorato, ex calciatore italiano (Napoli, n. 1963)
- Vincenzo Orlando, calciatore italiano (Bari, n. 1920 - Bari, † 2007)

## P(5)
- Vincenzo Palumbo, ex calciatore tedesco (Heilbronn, n. 1974)
- Vincenzo Pandullo, ex calciatore italiano (Seregno, n. 1971)
- Vincenzo Pannuti, calciatore italiano (Bagaladi, n. 1901)
- Vincenzo Pepe, calciatore italiano (Napoli, n. 1987)
- Vincenzo Poggi, calciatore italiano (n. 1903)

## R(6)
- Vincenzo Ravera, calciatore italiano (Acqui Terme, n. 1933 - Alessandria, † 2016)
- Vincenzo Rennella, ex calciatore francese (Saint-Paul-de-Vence, n. 1988)
- Vincenzo Reverchon, calciatore italiano (Aosta, n. 1927 - Vercelli, † 2016)
- Vincenzo Romano, ex calciatore italiano (Capaccio Scalo, n. 1956)
- Vincenzo Romaro, calciatore italiano (Piove di Sacco - Padova)
- Vincenzo Rosito, calciatore italiano (Firenze, n. 1939 - Firenze, † 2020)

## S(4)
- Vincenzo Sarno, ex calciatore italiano (Napoli, n. 1988)
- Vincenzo Scifo, ex calciatore e allenatore di calcio belga (La Louvière, n. 1966)
- Vincenzo Soffientini, calciatore italiano (n. 1895)
- Vincenzo Sommese, ex calciatore italiano (Nola, n. 1976)

## T(1)
- Vincenzo Traspedini, calciatore italiano (Montodine, n. 1939 - Verona, † 2003)

## V(3)
- Vincenzo Venturi, calciatore italiano (n. 1905)
- Vincenzo Voccia, calciatore italiano (Salerno, n. 1922)
- Vincenzo Volpe, calciatore italiano (Salerno, n. 1919 - Salerno, † 1965)

## Z(2)
- Vincenzo Zadel, calciatore jugoslavo (Fiume, n. 1937 - Zaule di Liburnia, † 2020)
- Vincenzo Zazzaro, calciatore italiano (Quarto, n. 1951 - Quarto, † 2019)